# Microregione di Canoinhas
Canoinhas è una microregione dello Stato di Santa Catarina in Brasile.

## Comuni
Comprende 12 comuni:
- Bela Vista do Toldo
- Canoinhas
- Irineópolis
- Itaiópolis
- Mafra
- Major Vieira
- Monte Castelo
- Papanduva
- Porto União
- Santa Terezinha
- Timbó Grande
- Três Barras